# Julius Bienert
Julio «Julius» Bienert (Palma de Mallorca, 17 de febrero de 1979) es un cocinero, escritor y presentador de televisión español de ascendencia alemana.

## Biografía
Nacido en Palma de Mallorca el 17 de febrero de 1979. Con tan solo 17 años, decidió encaminar su futuro profesional hacia el mundo de la alta cocina.
Estudió en la Escuela Aiala de Karlos Arguiñano consiguiendo el título de Técnico Superior de Cocina, así, realizó prácticas en varios restaurantes del País Vasco junto a maestros como Karlos Arguiñano, Juan Mari Arzak, Pedro Subijana o Luis Irízar. Más tarde, tras trabajar en prestigiosos restaurantes, en 2006, comenzó sus primeras andaduras en televisión, sobre todo, en el Canal Cocina.
Ha sido presentador de cuatro espacios televisivos en Canal Cocina: Un trío en la cocina, Los 22 minutos de Julius, 22 minutos y Julius Express. Además desde 2013 colabora en el programa Las mañanas de La 1, conducido por Mariló Montero y tiene su propio programa-web en Youtube, llamado Go! Julius de la mano de Canal Cocina.
Además de su faceta televisiva, ha escrito cuatro libros sobre recetas de cocina: Los 22 minutos de Julius, Pequeña historia de los exploradores, 22 minutos. Recetas rápidas para jóvenes, solteros y otra gente con prisa y Sigue cocinando en 22 minutos: Nuevas y sorprendentes recetas para jóvenes, solteros y otra gente con prisa.
A principios de 2016 se da a conocer, horas antes del estreno del programa, su participación en el reality show Gran Hermano VIP en su cuarta edición. Fue el segundo expulsado de la edición tras permanecer en la casa 21 días. Su porcentaje de expulsión fue 39,7%, frente a Javier Tudela (38,3%) y Lucía Hoyos (22%).
A partir del 13 de julio de 2023 presenta en ETB2 Baserri Gourmet. El cocinero realiza un viaje gastronómico y sentimental a través de Euskadi, para dar a conocer la historia y el patrimonio arquitectónico y paisajístico de antiguos caseríos que han sido reconvertidos en restaurantes, todo ello aliñado con sorprendentes recetas milenarias, vanguardistas y únicas. 
El 26 de abril estrena el nuevo programa de ETB2 Habitación para dos. Tres alojamientos, ubicados en la misma zona o comarca, compiten entre sí para ver quién ofrece la mejor relación calidad-precio. Los propietarios de los establecimientos serán huéspedes en los alojamientos de sus rivales. Julius Bienert realizará las labores de juez a la hora de elegir al mejor alojamiento, que ganará un premio en metálico de 3000 euros.

## Filmografía
| Año             | Programa                 | Notas                             |
| --------------- | ------------------------ | --------------------------------- |
| 2006 – 2012     | 22 minutos               | Presentador                       |
| 2009 – 2013     | Julius Express           | Presentador                       |
| 2012 – presente | Los 22 minutos de Julius | Presentador                       |
| 2013 – 2014     | La mañana de La 1        | Colaborador                       |
| 2015 – presente | Un trío en la cocina     | Presentador                       |
| 2015 – presente | Go! Julius               | Presentador - Programa de Youtube |
| 2016            | Gran Hermano VIP 4       | Concursante                       |
| 2023            | Baserri Gourmet          | Presentador                       |
| 2024            | Habitación para dos      | Presentador                       |